# Gretchen Espina
Gretchen Stephanie Mendiola Espina (8 de enero de 1989 en Ciudad Quezón), conocida artísticamente como Gretchen Espina. Es una cantante filipina, que pasó después de ganar a una notabilidad de la Pinoy Idol, como un interactivo basado en la competencia de canto. Aunque ella se acreditada como la primera ganadora de la Pinoy Idol, Espina es técnicamente la segunda ganadora de una franquicia Idol Filipinas, después de Mau Marcelo en 2006. 

## Biografía
Espina provenía de una familia musical inclinada, con su padre, que fue gobernador de Biliran, Rogelio "Roger" J., de ella se describía como una "buena pianista y cantante." Su madre, Cecil, de profesión médico pediatra, mientras que su abuelo , Gerry, fue alcalde de la Marina de Biliran. Sus primeros años de estudios fue en la Escuela de "Espíritu Santo" antes de transferirse a la Escuela Naval Central, donde terminó la primaria con honores en la escuela. Estudió también en la escuela secundaria de la Catedral de La Escuela Naval, donde se graduó. Espina estudió en la universidad de "Diliman" en Ciudad Quezón, donde también cursó principales lenguas europeas. Además ella es miembro de la Universidad de Filipinas y de los Embajadores que son representantes conocido como la Colegiata Interamericano de Canto, que fue celebrado en la Universidad de Shantou, Guangdong en China. Ella tiene parientes en los Estados Unidos, cuyos nombres son Enero, Justine, Joanna, Mikee, Martha, Katrina, Kristell, Chuckie, Clark, y Cjay. Por el amor a su natal Filipinas, tanto ella como el amor de su primo le canto una canción.

## Pinoy Idol
Espina durante en la audición "SM Mall" de Asia, fue a pesar de que sus padres con la desaprobación de su audición, ya que quería terminar sus estudios universitarios. Las Noticias sobre Espina fue incluida entre los 179 aspirantes que aprobaron en las audiciones que más adelante fue aprobada a través de alrededor de Biliran SMS. Nunca fue entre las finalistas con el menor número de votos, también conocido como "El Grupo de fondo", durante la competencia. La final se describió como una competencia entre los mejores talentos de Filipinas. Espina en representación en las islas Visayas, compartió con los demás competidores como Jayann Bautista, representante de la provincia de Pampanga en representación de Luzón y Ram Chaves de la ciudad de Cagayán de Oro, en representación de Mindanao. Después de su victoria, ella reveló que daría a P 100.000 (aproximadamente EE. UU. $ 2.000) a cada uno de sus dos competidores como parte de un acuerdo. Ella se ha encontrado programando, para grabar su primer sencillo bajo Sony-BMG de Filipinas con el tema musical "Para Usted", en coronación de la Pinoy Idol.

## Críticas
Siendo miembro de una familia que incusionan en la política, Espina criticó que su victoria fue causada probablemente por la influencia de su familia y que fue evidente cuando supuestamente las aclamaciones por su runner-up, la cantante Jayann Bautista fue lo más alto durante el anuncio de salir ganadora en la Pinoy Idol. Espina también se incluyó en la versión local de "Vota por la prohibición de las peores", en las campañas denominada como "la peor concursante" para ganar en la Pinoy Idol. En una entrevista justo después de la final, señaló que una mayor parte de sus seguidores de las Visayas Oriental, añadió que no ha durado el concurso si los espectadores no se impresionó con su desempeño. 

## Post-Idol
Espina para su álbum debut titulado Gretchen se dio a conocer en mayo de 2009, incluye el tema musical "victoria" que lo cantó en la Pinoy Idol y una reedición de Selena con la exitosa canción Dreaming of You.

## Discografía

### Álbum
- Shining Through

## Filmografía

### Televisión
| Año          | Título                                | Personaje         | Canal       |
| 2011         | Sinner or Saint (serie de televisión) | TBA               | GMA Network |
| 2011-present | Party Pilipinas                       | Herself/Performer | GMA Network |
| 2010         | Take Me Out                           | Herself           | GMA Network |
| 2010         | Diva                                  | Debbie Romasanta  | GMA Network |
| 2009         | SOP                                   | Herself           | GMA Network |
| 2008         | Pinoy Idol                            | Herself (Winner)  | GMA Network |

## Premios y nominaciones
| Año  | Premio                     | Categoría                                                               | Resultado |
| ---- | -------------------------- | ----------------------------------------------------------------------- | --------- |
| 2010 | Awit Awards                | Best Performance by a New Female Recording Artist for Kasalanan Nga Ba? | Ganador   |
| 2010 | Awit Awards                | Best R&B for Kasalanan Nga Ba? (R&B Version)                            | Nominado  |
| 2010 | PMPC Star Awards for Music | New Female Recording Artist of the Year                                 | Nominado  |